# Ill Mind of Hopsin 5
«Ill Mind of Hopsin 5» — сингл американського репера Hopsin, п'яте відео із серії «Ill Mind». У пісні виконавець висловлює своє розчарування в розбещеній молоді та інших реперах. Це вирізняє її з-поміж попередніх композицій, що мали комедійний зміст. Окремок поки що є найуспішнішим у кар'єрі виконавця.

## Передісторія
Репер заявив, що початковий варіант відрізнявся від остаточного й нагадував «шалений», комедійний «Ill Mind of Hopsin 4». Проте через посилення власної релігійності Hopsin вирішив створити пісню з певним меседжем. Він пішов до студії та швидко написав більшу частину композиції, попри невпевненість у позитивній реакції фанів на зміни. Через кілька днів зняли відеокліп. За словами Hopsin, люди на знімальному майданчику не обговорювали трек у його присутності, тож він скептично поставився до свого вибору. Однак його дівчина сказала, що композиція справила на всіх дивне враження, змусила їх відчувати себе незручно.

## Відгуки
Відео стало вірусним у день прем'єри. Його переглянули понад 2 млн переглядів протягом 24 годин та понад 5 млн за 10 днів.
Сингл потрапив до R&B/Hip-Hop Digital Songs. За інформацією Nielsen SoundScan, його завантажили 20 тис. разів за перший тиждень. Наразі кліп має 50 млн переглядів на YouTube. Більшість критиків позитивно оцінили трек.

## Чартові позиції
| Чарт (2012)                            | Найвища позиція |
| -------------------------------------- | --------------- |
| US Billboard R&B/Hip-Hop Digital Songs | 17              |

## Сертифікації
| Країна | Сертифікація | Наклад   |
| ------ | ------------ | -------- |
| США    | Золотий      | 500 тис. |